# PSG电子竞技俱乐部
巴黎圣日耳曼电子竞技俱乐部（法語：section esport du Paris Saint-Germain，简称PSG電子競技俱樂部或PSG Esports）是一家成立于2016年，总部位于法国巴黎的职业電子競技俱乐部。该战队是法甲球队巴黎圣日耳曼足球俱乐部的电竞分部。2016年10月20日，巴黎圣日耳曼主席纳赛尔（Nasser Al-Khelaifi）在王子公园体育场召开新闻发布会，宣布巴黎聖日耳曼电子竞技俱乐部正式成立。
自2018年4月以来，PSG的首席游戏官雅辛·贾达（Yassine Jaada）一直是俱乐部的领导人物。他取代了法国前《英雄联盟》职业选手波拉波拉·金（Bora Kim）（ID：YellOwStaR），负责监督俱乐部的队员和招募工作。后者曾是2016年10月至2017年10月的电子竞技部门主管，在YellOwStaR不同意俱乐部暂停英雄联盟分部后，双方分道扬镳。
线上博彩平台必威体育是俱乐部的主赞助商。他们签订了6位数的队服合同，必威的标志元素将出现在《Dota 2》战队的队服和夹克上，必威也将为战队成员制作独家内容，在社交媒体上进行交叉推广。同时，PSG电子竞技俱乐部还拥有其他次要合作关系，包括魔爪能量饮料、斗鱼直播、黑鲸（HLA Jeans）、攀升（IPASON）、中信银行以及清扬。
PSG电子竞技俱乐部的现役分部包括《FIFA》、《Dota 2》（PSG.LGD）、FIFA Online以及《荒野乱斗》。此前，俱乐部还拥有《英雄联盟》、《傳說對決》、《无尽对决》（PSG.RRQ）以及《火箭联盟》分部。

## 现役分部

### FIFA
PSG Esports带领丹麦神童、两届FIFA电子世界杯冠军（2014年，2016年）奥古斯特·罗森梅尔（August Rosenmeier）（ID：Agge）一起进军FIFA游戏。俱乐部还制定了年轻天才球员政策，签下了高水平的新秀卢卡斯·库列里尔（Lucas Cuillerier）（ID：DaXe），后者被认为是FIFA的后起之秀，也是世界上最好的选手之一。
2016年10月，DaXe在巴黎游戏周举办的电子竞技世界杯（ESWC）上成为了FIFA 17世界冠军，这也是给PSG Esports带来的第一座奖杯。2016年11月，Agge在莱吉亚电竞杯（Legia eSports Cup）上夺冠，这是一场来自职业足球俱乐部的十名FIFA选手进行的锦标赛，就像DreamHack冬季赛一样。DaXe在普瓦捷举行的游戏玩家大会（Gamers Assembly）期间赢得FIFA 17锦标赛后，于2017年4月获得了PSG Esports的第二个冠军奖杯。
2017年，拉斐尔·福尔特（Rafael Fortes）（ID：Rafifa13）和艾哈迈德·梅盖西卜（Ahmed Al-Meghessib）（ID：Aameghessib）加入PSG FIFA分部。两人继续代表PSG参加了2017年伦敦FIFA电子世界杯。世界杯后，约翰·西蒙（Johann Simon）（ID：ManiiKa）和戈登·桑斯贝里（Gordon Thornsberry）（ID：Fiddle）也加入了队伍。
另一边，在俱乐部效力一年后，PSG于2017年9月和Agge解除合同。2017年11月，DaXe在巴黎游戏周期间举办的ESWC上成为了FIFA 18世界冠军。2018年4月，FIFA 17世界冠军科伦丁·雪佛瑞（Corentin Chevrey）（ID：RocKy）加入了PSG FIFA分部。2018年5月，Fiddle赢得了Gfinity FIFA 18 US Spring Cup Xbox冠军。2018年11月，Fiddle离队，自由转会到了FC Cincinnati。
2019年2月，DaXe在决赛中4:3击败了来自Monaco的弗洛里安·马里达（Florian Maridat）（ID：RayZiaaH），获得了在Xbox上的Orange e-Ligue 1冬季锦标赛冠军。那个月下旬，PSG Esports签下了来自法国的YouTuber及专家阿尔塞纳·弗龙（Arsène FROON）（ID：AF5）。随着PSG Esports对于FIFA队员的要求越来越高，他们在自己的职业生涯中创作内容以及与粉丝分享内容变得越来越复杂，然而他们还要100％专注于比赛。从2019年FIFA电子世界杯开始，AF5将跟随俱乐部的FIFA队员参加比赛，并根据他们的经历和表现创作独家内容。
2019年4月，在加入PSG一年后，科伦丁·雪佛瑞（Corentin Chevrey）（ID：RocKy）经双方同意后离队，他在效力期间没有获得任何冠军头衔。

### Dota 2
2018年4月，PSG Esports宣布将与中国Dota 2战队LGD Gaming签约，并将队伍更名为PSG.LGD。队伍人员为王淳（ID：Ame）、路垚（ID：Maybe）、杨沈仪（ID：Chalice）、徐林森（ID：fy）、以及叶建𬀩（Jian Wei Yap）（ID：xNova）。2018年5月，PSG.LGD在莫斯科赢得Epicenter XL Major冠军后，赢得了第一个特锦赛（Major）奖杯。几天后，PSG.LGD获得了MDL Changsha Major的冠军并且晋级2018年Dota 2国际邀请赛。
2019年1月末，PSG.LGD宣布中单路垚（ID：Maybe）由于个人和身体原因，将休息一段时间。俱乐部还说，在休息的这段时间，CDEC Gaming的中单郭鸿铖（ID：Xm）将代替他出战。第二天，PSG.LGD和中国成衣品牌黑鲸（HLA Jeans）签署了为期13个月的合作伙伴协议，他们将出现在PSG.LGD Dota 2分部的队服上。队员在俱乐部活动期间也将穿着黑鲸服装。

### FIFA Online
2018年10月，凭借在Dota 2合作上的成功，PSG Esports和LGD Gaming通过成立FIFA Online分部扩大了他们的合作伙伴关系。这款专门针对亚洲地区的免费游戏去年进入了FIFA电子世界杯赛场。PSG.LGD FIFA Online分部人员由李思俊（ID：Yuwenc）、 莫子龙（ID：MzDragon）、陈俊宇（ID：Milano）以及法国人约翰·西蒙（Johann Simon）（ID：ManiiKa）组成。

### 荒野乱斗
2019年2月，PSG Esports进军移动游戏荒野乱斗。队伍人员为穆拉特·坎
（Murat Can）（ID：SunBentley）、马克西姆·阿里克（Maxime Alic）（ID：TwistiTwik）以及安东尼·卡尼（Anthony Cagny）（ID：Tony M）。几天后，PSG签下了主教练西奥多·巴尤（Théodore Bayoux）（ID：Trapa）。他也将作为PSG电子竞技俱乐部的官方YouTuber。

### 英雄联盟
2016年12月，PSG Esports透露了他们在2017年欧洲地区英雄联盟挑战者联赛的选手名单。人员包括艾蒂安·米歇尔（Etienne Michels）（ID：Steve）、金星民（Sung-Min Jin）（ID：Blanc）、汤玛斯·杨（Thomas Yuen）（ID：Kirei）、汉普斯·阿布拉汉松（Hampus Abrahamsson）（ID：Sprattel）以及吴亨娜（WooHyung Na）（ID：Pilot）。2017年2月，哈德里恩·弗雷斯蒂尔（Hadrien Forestier）（ID：Hadrien）在比赛开始前以主教练的身份加入，马蒂·林根（Matti Sormunen）（ID：WhiteKnight）于本月晚些时候到达队伍。
尽管开局不顺，PSG英雄联盟分部还是进入到了挑战者联赛季后赛，他们将进行与Fnatic的BO5较量，以晋级欧洲地区英雄联盟冠军联赛。PSG直到第四周才有1分，但由于WhiteKnight的加入，他们赢下了后两轮比赛。然而，在与Fnatic的比赛中输掉之后，他们失去了晋级EU LCS的资格。
经历的令人失望的春季赛后，PSG宣布Pilot、Sprattel、Steve以及WhiteKnight离队。另一边，托马斯·马歇尔（Tomáš Maršálek）（ID：Nardeus）和费利克斯·刘易斯（Felix Lewis）（ID：Noxiak）加入队伍准备夏季赛。
2017年10月，在晋级欧洲英雄联盟顶级赛事——英雄联盟欧洲冠军联赛（LEC）失败后， PSG Esports宣布将解散分部。PSG的首席游戏官雅辛·贾达（Yassine Jaada）说，游戏发行商拳头公司应该将LEC转变成欧冠系统的类型，每个国家都有各自的联赛。贾达解释说，以国家规模存在从来都不是俱乐部的战略。他们的解决方案是进军与英雄联盟类似的游戏——Dota 2，但是是以一种完全不同的电子竞技生态系统。
2020年6月， PSG Esports宣布其原已解散的英雄聯盟分部將會重組。 PSG 與建基於香港的職業電競團隊 Talon Esports 簽訂一份生效期多年的合作協議並成立 PSG Talon。成員包括蘇嘉祥  (ID：Hanabi) 、김동우(金東宇)  (ID：River) 、김승주(Kim Seung-ju)  (ID：Candy) 、黃俊傑  (ID：Unified) 和凌啟榮  (ID：Kaiwing)。

### 傳說對決

#### 隊伍歷史
PSG Esports於2021年加入泰國RPL賽區。

##### 2021年
2021年RPL冬季賽，例行賽取得3勝11敗，第七名的成績作收，無緣季後賽。
2021AIC國際錦標賽選拔賽中，PSG 3:2擊敗KOG(King of Gamers Club)，3:0擊敗BAC(Bacon Time)，但在之後的比賽被BRU(Buriram United Esports)3:0橫掃，在敗部再次對上BAC，最後以1:3不敵，無緣國際賽。

##### 2022年
2022年RPL夏季賽，PSG網羅了多名擁有豐富國際賽經驗的選手，凱撒路Piper(前VCF凱撒路)，打野Getsrch(前BAC打野)，中路NorNun(前VCF中路)，魔龍輸出FirstOne(前BRU打野、魔龍輸出)，輔助isilindilz(前VCF輔助)，並以11勝5敗，例行賽第三名的成績晉級季後賽，然而在季後賽第一輪就被BRU以4:2的成績擊敗，止步第四名。
2022AIC國際錦標賽選拔賽中，PSG第一輪對上BRU，但以2:3不敵，隊伍進入敗部組，在敗部組以3:1擊敗KOG，接著PSG的對手是賽季初被其網羅多名選手的對象VCF，卻被氣勢正旺的VCF 3:0橫掃，無緣國際賽。
7月，官方宣布釋出三位選手，分別為凱撒路Piper、中路NorNun及候補Summer，並於之後補進七名選手：凱撒路4Savage、Ashearth，中路jDai、jengSxSS，魔龍輸出Negan、Nt(前BRU魔龍輸出)，輔助PJ。
2022年RPL冬季賽，補進大量新人的PSG，例行賽取得8勝8敗，僅以1場之差位居聯賽第五，無緣季後賽。
11月11日，PSG宣布釋出四名選手：凱撒路4Savage、中路jengSxSS、魔龍輸出Nt、輔助PJ。

##### 2023年
2023年RPL夏季賽前，打野Getsrch轉戰BRU，中路Jdai和魔龍輸出Negan轉戰ETFP。
2023年RPL夏季賽，PSG例行賽取得6勝10敗（局數：27勝36敗），排名聯賽第七，無緣季後賽。
5月16日，輔助islindilz轉戰BRU。
7月1日，中路NorNun離隊，5日，魔龍輸出1S1K離隊，24日，魔龍輸出FirstOne離隊，26日，PSG宣布補進四位選手：打野Namcs(前EA魔龍輸出)、中路Jdai(前ETFP中路)、魔龍輸出Sharkz(前BGC魔龍輸出)和輔助Hrlquin。
8月4日，PSG宣布補進打野Overone和教練Jinwoo。
10月25日，PSG宣布釋出教練Jinwoo、輔助hrlquin。
2023年RPL冬季賽，PSG例行賽取得6勝10敗（局數：27勝39敗），排名聯賽第六，無緣季後賽。
11月30日，PSG宣布釋出四名選手：打野Namcs、Overone、中路JDai、魔龍輸出Sharkz。

##### 2024年
1月26日，PSG宣布釋出魔龍輸出Nunewz。
2024年RPL夏季賽，PSG例行賽取得5勝9敗（局數：20勝32敗，GD：-12），排名聯賽第七，無緣季後賽。
2024年RPL冬季賽，PSG例行賽取得2勝12敗（局數：17勝39敗，GD：-22），排名聯賽第七，無緣季後賽。

##### 2025年
2月5日，PSG宣布補進凱撒路4Savage、打野Overone、中路Fakeplayz、NN和魔龍輸出Namcs(前HD魔龍輸出)。
2025年RPL夏季賽，PSG例行賽取得5勝9敗（局數：24勝35敗，GD：-11），排名聯賽第六，無緣季後賽。
5月9日，PSG宣布補進打野Xerross(前FS打野)、魔龍輸出Deboom(前TLN魔龍輸出)和輔助Acapae(前BRU輔助)。
2025年APL超級職業聯賽外卡賽，以2：0橫掃ASL賽區的OM，但以二個2：3的比分，先後敗給AOG賽區的SPN及GCS賽區的DCG，最終以1勝2敗，止步外卡賽。
6月3日，打野Xerross和中路NN離隊。
7月17日，PSG宣布補進打野Bonus。

#### 賽事成績
- 2021年
  - 2021年RPL冬季職業聯賽：第七名
- 2022年
  - 2022年RPL夏季職業聯賽：第四名
  - 2022年RPL冬季職業聯賽：第五名
- 2023年
  - 2023年RPL夏季職業聯賽：第七名
  - 2023年RPL冬季職業聯賽：第六名
- 2024年
  - 2024年RPL夏季職業聯賽：第七名
  - 2024年RPL冬季職業聯賽：第七名
- 2025年
  - 2025年RPL夏季職業聯賽：第六名
  - 2025年APL超級職業聯賽（外卡賽）：【敗者組】決賽-淘汰

#### 隊伍名單

##### 現役成員
| 比賽帳號      | 本名                     | 遊戲定位 | 國籍 | 經歷                                            | 常用英雄               |
| PSG 4Savage   | Thanakrit Jusuwan        | 凱撒路   | 泰國 | 前EA、BHD凱撒路                                 | 弗洛倫、瑞克、葉娜     |
| PSG Bonus     |                          | 打野     | 泰國 |                                                 |                        |
| PSG Fakeplayz | Achirawat Panyayong      | 中路     | 泰國 | 前BGC、BHD中路                                  | 洛里昂、伊耿士、穆加爵 |
| PSG Deboom    | Natthaphong Mueangpradit | 魔龍輸出 | 泰國 | 前VCF、TLN魔龍輸出，2024年RPL夏季賽冠軍魔龍輸出 | 堇、緹莉、蘇           |
| PSG Namcs     | Chatchalum Sonsanam      | 魔龍輸出 | 泰國 | 前EA、HD魔龍輸出                                | 凡恩、堇、靈靈         |
| PSG Acapae    | Nontachai Detpetch       | 輔助     | 泰國 | 前FG、EVOS、BGC、BHD、BRU輔助                   | 提米、古木、馬洛斯     |
| PSG Munez     | Suriya Prataphan         | 教練     | 泰國 | 前BZ打野、TLN魔龍輸出，前BRU、BGC、EA教練       |                        |

##### 過往成員
| 比賽帳號       | 遊戲定位       | 國籍 | 備註 |
| PSG DCB        | 打野           | 泰國 | 前BZ、TLN打野 |
| PSG QQ         | 中路           | 泰國 | 前BZ、VCF中路，現EA中路 |
| PSG Ktngii     | 魔龍輸出       | 泰國 | |
| PSG Lycan      | 輔助           | 泰國 | 前BAC輔助、教練，前TLN教練，現FS教練，2022年RPL夏季賽冠軍候補輔助，2022年RPL冬季賽冠軍教練，2022年APL冠軍教練                                 |
| PSG Proza      | 輔助           | 泰國 | 前RRQ、ahq、KOG、TLN、EVOS、BRU輔助 |
| PSG Piper      | 凱撒路         | 泰國 | 前BAC、VCF、KOG凱撒路，現TFP凱撒路 |
| PSG Summer     | 凱撒路         | 泰國 | 前TDC、BRU凱撒路，2019年RPL冬季賽冠軍凱撒路，2020年RPL夏季賽冠軍凱撒路                                                                        |
| PSG TAOz       | 凱撒路         | 泰國 | 前APR、ahq、KOG、EVOS、VCF、EA邊線、輔助，現A.C.T.分析師                                                                                      |
| PSG Ashearth   | 凱撒路         | 泰國 | 現FS凱撒路 |
| PSG Getsrch    | 打野           | 泰國 | 前TDC、BAC、BRU打野，2019年RPL第三季冠軍打野，2021年RPL夏季賽冠軍打野                                                                         |
| PSG Overone    | 打野           | 泰國 | 現FS打野 |
| PSG Glasses    | 打野           | 泰國 | 前KOG打野 |
| PSG Xerross    | 打野           | 泰國 | 前FS打野 |
| PSG jengSxSS   | 中路           | 泰國 | |
| PSG Negan      | 魔龍輸出       | 泰國 | 前ETFP魔龍輸出，現EA魔龍輸出 |
| PSG Nt         | 魔龍輸出       | 泰國 | 前APR中路、前ahq、EVOS、BRU魔龍輸出，2021年AIC世界冠軍魔龍輸出                                                                                |
| PSG PJ         | 輔助           | 泰國 | 前ETFP、HD輔助，現KOG輔助 |
| PSG isilindilz | 輔助           | 泰國 | 前TDC、VCF輔助，現BRU輔助，2019年RPL冬季賽冠軍輔助，2020年RPL夏季賽冠軍輔助，2022年東南亞運動會金牌                                           |
| PSG NorNun     | 中路           | 泰國 | 前RRQ、EVOS、VCF中路 |
| PSG Jdai       | 中路           | 泰國 | 前ETFP、HD中路，現KOG中路 |
| PSG NN         | 中路           | 泰國 | |
| PSG FirstOne   | 打野、魔龍輸出 | 泰國 | 前APR、BRU打野，魔龍輸出，前BRU教練，現BRU後勤，2019年RPL冬季賽冠軍打野，2020年RPL夏季賽冠軍打野，2021AIC世界冠軍打野，2022年東南亞運動會金牌 |
| PSG 1S1K       | 魔龍輸出       | 泰國 | 前BHD、EA魔龍輸出 |
| PSG Sharkz     | 魔龍輸出       | 泰國 | 前BGC魔龍輸出，現FS魔龍輸出 |
| PSG Nunewz     | 魔龍輸出       | 泰國 | |
| PSG Skye       | 魔龍輸出       | 泰國 | |
| PSG KrataiA    | 輔助           | 泰國 | 現TLN輔助 |
| PSG Zeenon     | 輔助           | 泰國 | |
| PSG Htlqunnr   | 輔助           | 泰國 | |
| PSG Topgonn    | 輔助           | 泰國 | |
| PSG Mistgunz   | 教練           | 泰國 | 前BRU教練，現TLN教練，2022年東南亞運動會金牌                                                                                                  |
| PSG Jinwoo     | 教練           | 泰國 | 現HD教練 |

## 前分部

### 火箭联盟
2017年9月，PSG Esports在签下了前Frontline战队后，宣布进军火箭联盟冠军联赛（RLCS）。队员包括维克多·弗朗卡尔（Victor Francal）（ID：Ferra）、丹·布鲁特（Dan Bluett）（ID：Bluey）以及希伯特·格泽西亚克（Thibault Grzesiak）（ID：Chausette45）。2017年10月，PSG的三人组统治了RLCS第四赛季并且晋级10月举行的世界赛。一个月后，他们在巴黎游戏周上举行的ESL Championnat National比赛中获得冠军，然后在世界领奖台上获得第五名，差点登上领奖台。
2018年2月，PSG获得了DreamHack莱比锡公开赛冠军。2018年8月，队伍签下了丹麦选手埃米尔·莫斯隆（Emil Moselund）（ID：Fruity）替代即将离开的Bluey。2018年9月，他们赢得了Rewind Gaming: The Colosseum锦标赛冠军。2019年7月，PSG夺得了DreamHack瓦伦西亚站冠军，这是欧洲火箭联盟最主要的比赛之一。
2019年8月初，在队伍赢得他们有史以来第二个DreamHack瓦伦西亚站冠军的几周后，PSG意外地宣布其火箭联盟分部将解散。但是，PSG还表示将很快发布进一步的公告。

### 无尽对决
2019年2月，在经历了和LGD Gaming在Dota 2和FIFA Online的紧密合作后，俱乐部得以进入中国市场，PSG Esports宣布与Rex Regum Qeon（RRQ）队伍建立新的合作伙伴关系，组建一支无尽对决战队。俱乐部签下了印度尼西亚队伍RRQ，人员包括穆罕默德·伊克桑（Muhammad Ikhsan）（ID：Lemon）、季基（Diky）（ID：Tuturu）、威廉·塞蒂亚万（William Setiawan）（ID：Liam）、特莱·苏卡迪（Try Sukardi）（ID：AyamJAGO）、陈瑞腾（Chen Jui Teng）（ID：James）以及加尔文（Calvien）（ID：InstincT）。
该交易使PSG成为第一个通过收购无尽对决俱乐部而进入移动游戏电竞的传统运动队伍，战队改名为PSG.RRQ。此举旨在让法国俱乐部在亚洲尤其是印度尼西亚拥有更大的影响力，印度尼西亚拥有大约4300万游戏玩家。队伍的大部分比赛都是转播，而比赛结果和统计数据可在Team RRQ的Instagram和YouTube频道上获得。
2019年7月上旬，在经过数个月的合作并且PSG.RRQ赢得了首届Sea Clash of Champions后，PSG Esports与Rex Regum Qeon之间的合作告一段落。PSG Esports的新战略定位将集中在其他游戏，尤其是在欧洲迅速流行的荒野乱斗。

## 成就
2018-19赛季：
| 游戏     | 比赛名称                                | 数量 | 赛季                             |
| -------- | --------------------------------------- | ---- | -------------------------------- |
| FIFA     | Electronic Sports World Cup             | 2    | 2016年、2017年“DaXe”             |
| FIFA     | Legia eSports Cup                       | 1    | 2016年“Agge”                     |
| FIFA     | DreamHack Winter                        | 1    | 2017年“Agge”                     |
| FIFA     | Gamers Assembly                         | 1    | 2017年“DaXe”                     |
| FIFA     | Gfinity FIFA 18 US Spring Cup Xbox      | 1    | 2018年“Fiddle”                   |
| FIFA     | Orange e-Ligue 1 Winter Tournament Xbox | 1    | 2018年“DaXe”                     |
| 火箭联盟 | DreamHack                               | 2    | 2018 Open Leipzig，2019 Valencia |
| 火箭联盟 | ESL Championat National                 | 1    | 2017年                           |
| 火箭联盟 | Rewind Gaming: The Colosseum            | 1    | 2018年                           |
| Dota 2   | Epicenter XL Major                      | 1    | 2018年                           |
| Dota 2   | MDL Changsha Major                      | 1    | 2018年                           |

## 队员

### 现役名单
2019-20赛季：
| 姓名                     | ID            | 游戏        |
| ------------------------ | ------------- | ----------- |
| Lucas Cuillerier         | DaXe          | FIFA        |
| Rafael Fortes            | Rafifa13      | FIFA        |
| Ahmed Al-Meghessib       | Aameghessib   | FIFA        |
| Johann Simon             | ManiiKa       | FIFA        |
| 李思俊                   | Yuwenc        | FIFA Online |
| 莫子龙                   | MzDragon      | FIFA Online |
| 陈俊宇                   | Milano        | FIFA Online |
| Johann Simon             | ManiiKa       | FIFA Online |
| Jian Wei Yap             | xNova         | Dota 2      |
| 徐林森                   | fy            | Dota 2      |
| 杨沈仪                   | Chalice       | Dota 2      |
| 王淳煜                   | Ame           | Dota 2      |
| 郭鸿铖                   | Xm（租借）    | Dota 2      |
| 路垚                     | Maybe（休假） | Dota 2      |
| Maxime Alic              | TwistiTwik    | 荒野乱斗    |
| Anthony Cagny            | Tony M        | 荒野乱斗    |
| Murat Can                | SunBentley    | 荒野乱斗    |
| 蘇嘉祥                   | Hanabi        | 英雄聯盟    |
| 김동우(金東宇)           | River         | 英雄聯盟    |
| 黃熠棠                   | Maple         | 英雄聯盟    |
| 黃俊傑                   | Unified       | 英雄聯盟    |
| 凌啟榮                   | Kaiwing       | 英雄聯盟    |
| 黃嘉樂                   | Kartis        | 英雄聯盟    |
| Thanakrit Jusuwan        | 4Savage       | 傳說對決    |
| 泰国                     | Bonus         | 傳說對決    |
| Achirawat Panyayong      | Fakeplayz     | 傳說對決    |
| Natthaphong Mueangpradit | Deboom        | 傳說對決    |
| Chatchalum Sonsanam      | Namcs         | 傳說對決    |
| Nontachai Detpetch       | Acapae        | 傳說對決    |

## 员工和管理层
2019-20赛季：
| 职位                                   | 姓名                         |
| -------------------------------------- | ---------------------------- |
| 首席游戏官                             | Yassine Jaada                |
| 荒野乱斗主教练 PSG Esports官方YouTuber | Théodore Bayoux（ID：Trapa） |
| FIFA YouTuber                          | Arsène（ID：AF5）            |